# Croix des quatre communes
Pour les articles homonymes, voir Quatre communes (homonymie).
La croix des quatre communes est une croix de chemin érigée à l'intersection des limites de quatre communes de la Loire-Atlantique, en France.

## Description
La croix des quatre communes marque la limite de quatre communes de la Loire-Atlantique : Notre-Dame-des-Landes au nord et à l'ouest, Grandchamp-des-Fontaines à l'est, Treillières au sud-est et Vigneux-de-Bretagne au sud et au sud-ouest. Il s'agit d'une croix latine simple, formée par deux bras perpendiculaires, vertical et horizontal, de section carrée. Elle repose sur une table, elle-même posée sur quatre pieds, un à chaque coin, chacun de ces pieds étant situé sur une commune distincte. L'ensemble est complété par un dernier pied carré central. La rivière du Plongeon y prend sa source.

## Historique
La croix est érigée en 1801 ; elle est restaurée en 2000 pour son bicentenaire.